# Marcilla
Marcilla (en basque Martzilla) est une ville et une commune de la communauté forale de Navarre (Espagne).
Elle est située dans la zone non bascophone de la province. L'espagnol est la seule langue officielle alors que le basque n’a pas de statut officiel et à 60 km de sa capitale, Pampelune. Le nombre d'habitants en 2004 était de 2 672.

## Géographie
La ville de Marcilla est située dans le début de la vallée de l'Ebre et arrosée par le rio Aragon, dans une comarque, La Ribera, très riche et productive.

## Administration
| 1990 - 1995 | Francisca Catalán Fabo  | Partido Socialista Obrero Español PSOE  |  |
| 1995 - 1999 | Mª Jesús Moreno Garrido | Agrupación Marcillesa Independiente AMI |  |
| 1999 - 2003 | Félix Ascasso           | Unión del Pueblo Navarro UPN            |  |
| 2003 - 2011 | José María Abárzuza     | Partido Socialista de Navarra PSN-PSOE  |  |

## Démographie
| Évolution démographique     | Évolution démographique | Évolution démographique | Évolution démographique | Évolution démographique | Évolution démographique | Évolution démographique | Évolution démographique | Évolution démographique | Évolution démographique | Évolution démographique |
| 1366                        | 1681                    | 1791                    | 1800                    | 1888                    | 1900                    | 1910                    | 1915                    | 1970                    | 1981                    | 1991                    |
| --------------------------- | ----------------------- | ----------------------- | ----------------------- | ----------------------- | ----------------------- | ----------------------- | ----------------------- | ----------------------- | ----------------------- | ----------------------- |
| 210                         | 316                     | 560                     | 477                     | 971                     | 1456                    | 1653                    | 1800                    | 2508                    | 2358                    | 2500                    |
| Source: wikipedia espagnole |                         |                         |                         |                         |                         |                         |                         |                         |                         |                         |

| Évolution démographique                                  | Évolution démographique | Évolution démographique | Évolution démographique | Évolution démographique | Évolution démographique | Évolution démographique | Évolution démographique | Évolution démographique | Évolution démographique | Évolution démographique |
| 1996                                                     | 1998                    | 1999                    | 2000                    | 2001                    | 2002                    | 2003                    | 2004                    | 2005                    | 2006                    | 2007                    |
| -------------------------------------------------------- | ----------------------- | ----------------------- | ----------------------- | ----------------------- | ----------------------- | ----------------------- | ----------------------- | ----------------------- | ----------------------- | ----------------------- |
| 2 384                                                    | 2 454                   | 2 517                   | 2 574                   | 2 617                   | 2 672                   | 2 647                   | 2 636                   | 2 674                   | 2 660                   | 2 687                   |
| Sources: Marcilla et instituto de estadística de navarra |                         |                         |                         |                         |                         |                         |                         |                         |                         |                         |

## Patrimoine

### Patrimoine civil
- Castillo Palacio (château-palais) (XVe siècle).

Le château fort de Marcilla, style gothique forme un bloc carré monumental avec un haut socle de pierres, et le reste de brique. Aux quatre angles s'élèvent de fortes tours. La masse importante de cette œuvre est allégée par une série de d'embrasures rectangulaires qui ont été modifiées au long du temps, quelques restes subsistants, aujourd'hui obturés. À l'intérieur le château possédait un patio d'armes en cercle duquel menait aux dépendances.

### Patrimoine religieux
- Ermitage de la Virgen del Plu (XVe siècle)

Elle se trouve dans le vieux quartier. L'édifice a été reconstruit au XVIIe siècle. Elle est en forme de croix latine avec une nef de trois trames et une tête semi-circulaire recouverte d'une voûte en demi berceau avec lunettes, excepté sur le croisement que l'on a modifié pour insérer une lanterne et une tête en quart de sphère moderne. Les fresques, qui donnent une luminosité remarquable à l'ensemble, sont de Antonio Pérez Fabo.
- Iglesia de San Bartolomé.

Église reconstruite sur un ancien édifice. L'église paroissiale fut, à l'origine, dédiée à l'apôtre Saint Bartholomé, servie par un curé vicaire et deux bénéficiaires, tous représentants le chapitre de Barbastro (Aragon). La paroisse San Bartolomé est le principal lieu de culte des marcilles et son intérieur est moderne et fonctionnel sauf le retable et peintures qui sont d'une autre époque. Un remarquable vitrail en l'honneur de la vierge del Plu, situé sur le porche d'entrée.
- Couvent des Agustinos Recoletos

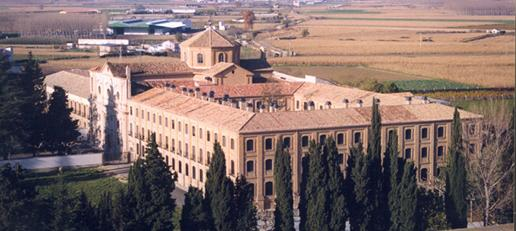
Couvent de los Agustinos Recoletos

Les Agustinos Recoletos s'établirent à Marcilla au XIXe siècle. La partie ancienne de l'actuel Centre Philosophique- Thélogique a été un monastère cistercien, annexe de l'abbaye d'Oliva. La droite de l'édifice date du XVIIIe siècle. En 1835, à cause de la sécularisation et du désamortissement (desamortizacion) de Mendizábal, les sœurs bernardines doivent abandonner le monastère, qui devient propriété de la famille de José Francisco Elorz. Le 17 septembre 1865 s'installe la nouvelle communauté des Agustinos Recoletos.
Le 13 octobre 1982 le centre est affilié à la faculté de théologie de l'université de Navarre.
- Couvent des mères conceptionnistes.

Situé à l'extérieur de la municipalité, il a été restauré et considérablement agrandi pour l'utiliser comme retraite des religieuses de l'ordre Conceptionistes missionnaires de l'enseignement. Il fonctionne également pour les novices. À l'intérieur de cet édifice on peut remarquer la belle chapelle ainsi qu'une image chère de sa fondatrice, la bienheureuse Carmen Sallés, actuellement en processus de sanctification.

## Personnalités
- Juan Manuel Fernández Pacheco Marquis de Villena (8 septembre 1650- 29 juin 1725), fondateur de la Real Academia Española (RAE, Académie royale espagnole). Fils de Don Diego López Pacheco, Marquis de Villena Duc de Escalona. Il a une place à son nom dans le village.
- Félix Aramendía y Bolea (1856-1894) docteur en médecine et professeur à l'université centrale de Madrid.
- Don Fermín de Marcilla participa, avec ses vassaux, à la bataille de las Navas de Tolosa (Jaén). Pour cette action, le roi de Navarre concéda à la ville de mettre sur le blason des armes, les chaines de las Navas.
- Don Antonio Peralta y Velasco (1546-1596) (marquis de Falces), fils de Gastón de Peralta et Ana de Velasco, reçut divers titres et décorations. Il occupa des fonctions de haute importance dans la maison royale de Navarre et de la maison royale espagnole sous Philippe II.
- Francisco "Paco" Fabo (18 avril 1936) peintre et sculpteur navarrais.
- Félix Taberna Monzón (1961) politique et sociologue navarrais, membre de l'Izquierda Unida de Navarra (gauche unie de Navarre).
- Ángel Laparte Fernández (1937) éleveur navarrais. Propriétaire de l'élevage le plus ancien de Navarre et, selon les études du gouvernement de Navarre, l'unique propriétaire des derniers Carriquiris.

## Jumelage
Communauté de communes l'Aurence et Glane Développement (France)

### Sources
- (es) Cet article est partiellement ou en totalité issu de l’article de Wikipédia en espagnol intitulé « Marcilla » (voir la liste des auteurs).